# 新法兰西公司
新法兰西公司（法语： Compagnie de la Nouvelle-France）是一家法国贸易和殖民公司，成立於1627年，該公司主要的任務是北美（魁北克）從事皮草貿易並管理法國在加拿大的殖民地、組織移民前往新法蘭西。该公司获得了新法蘭西皮草貿易的独占權。1628年，新法兰西公司的第一批船队在驶往新法兰西途中遭到英国舰队的拦截。新法兰西公司在北美經營期間幫助休伦人對抗易洛魁聯盟，也因此新法兰西公司的毛皮供应受到影響，並且出現財政危機。1632年，新法兰西公司將贸易独占權租让給其他人。截至1663年，新法兰西人口只有2500多人。法国政府不满意北美殖民地的发展，法国国王路易十四於是於1663年命令新法兰西公司交出特许状和新法蘭西管理權，新法蘭西由国王直接管辖，新法兰西公司終結。